# جایزه بزرگ بلژیک ۱۹۶۳
جایزه بزرگ بلژیک ۱۹۶۳ (انگلیسی: ‎1963 Belgian Grand Prix‎) یک مسابقهٔ موتوری در رشتهٔ اتومبیل‌رانی فرمول یک بود که در تاریخ ۹ ژوئن ۱۹۶۳ در اسپا-فرانکورشان واقع در اسپا، بلژیک برگزار شد. این گراند پری در میان ۱۰ گراند پری در فصل ۱۹۶۳، مسابقهٔ شمارهٔ ۲ بود.
در این مسابقه که در ۳۲ دور و به مسافت ۴۵۱٫۲۰۰ کیلومتر (۲۸۰٫۳۶۳ مایل) برگزار شد، پول پوزیشن توسط گراهام هیل کسب شد و سریع‌ترین زمان برای طی یک دور پیست که برابر با ۳:۵۸٫۱ بود نیز توسط جیم کلارک به ثبت رسید.
جیم کلارک از تیم لوتوس-کلیمکس، بروس مک‌لارن از تیم کوپر-کلیمکس و دن گرنی از تیم برابام-کلیمکس به‌ترتیب مقام‌های اول تا سوم مسابقه را کسب کردند.

## رده‌بندی قهرمانی پس از مسابقه
|       | جایگاه | راننده      | امتیاز |
| ----- | ------ | ----------- | ------ |
| ۲     | ۱      | بروس مک‌لارن | ۱۰     |
| ۶     | ۲      | جیم کلارک   | ۹      |
| ۲     | ۳      | گراهام هیل  | ۹      |
| ۲     | ۴      | ریچی گینتر  | ۹      |
| ۵     | ۵      | دن گرنی     | ۴      |
| منبع: |        |             |        |

|       | جایگاه | سازنده        | امتیاز |
| ----- | ------ | ------------- | ------ |
|       | ۱      | بی‌آرام        | ۱۲     |
| ۲     | ۲      | لوتوس-کلیمکس  | ۱۰     |
| ۱     | ۳      | کوپر-کلیمکس   | ۱۰     |
| ۱     | ۴      | برابام-کلیمکس | ۴      |
| ۲     | ۵      | فراری         | ۳      |
| منبع: |        |               |        |

یادداشت
- تنها پنج جایگاه نخست از هر رده‌بندی نمایش داده شده‌است.